# فصول في الدعوة والإصلاح
فصول في الدعوة والإصلاح كتاب من تأليف الشيخ علي الطنطاوي، يقع هذا الكتاب في 315 صفحة من القَطْع المتوسط (14×21)، وقد صدرت الطبعة الأولى منه في عام 2008، بعد وفاة مؤلفه بتسع سنين، حيث جمع مادّتَه ورتبها حفيدُه مجاهد مأمون ديرانية، الذي تحدث عنه في مقدمته التي صدّر بها الكتاب فقال: «جمعت مادة هذا الكتاب من مقالات نُشرت في الصحف والمجلات وأحاديث أُلقِيَت على المنابر أو أُذيعَت في الإذاعات بين عامَي 1936 و1990، أي في مدى يزيد على نصف قرن من الزمان».

## نبذة
وقد جاءت مقالات هذا الكتاب تعبيراً صادقاً عن حياة مؤلفه (كما قال حفيده في تقديمه للكتاب): «لقد سعى علي الطنطاوي في حياته كلها إلى الإصلاح: إصلاح العقيدة والعبادة، وإصلاح السلوك والأخلاق، وإصلاح التعليم والتربية، وإصلاح اللغة والأدب، وإصلاح الحاكم والمحكوم، وإصلاح حياة الناس الاجتماعية والأُسَرية. في الدين والاعتقاد حارب الدعوات الباطلة والنِّحَل الباطنة والبدع والخرافات ودعا إلى الإسلام النقيّ الصحيح، وفي الحياة العامة حارب التحلل والتكشف والفجور والاختلاط ودافع عن الاستقامة والعِفّة والفضيلة، وفي الأخلاق الاجتماعية حارب الكذب والغش والنفاق والالتواء والظلم والعدوان والرذائل كلها ودعا إلى نقائضها من الفضائل وكرائم الأخلاق، وفي اللغة والأدب حارب الحداثة وضعف اللغة والأسلوب ودافع عن العربية وانتصر للأسلوب العالي والبيان الراقي والشعر الأصيل الموزون... لقد كان حرباً على الآثام كلها وداعياً إلى كل فضيلة، وحيثما كانت الخِيرَة بين خير وشر كان حرباً على الشر نصيراً للخير داعياً إليه مدافعاً عنه».
وفي الكتاب خمس وأربعون مقالة، منها ما يدعو إلى الإسلام الصحيح وتقويم مناهج الدعوة كمقالات: «الإسلام والحياة» و«أساس الدعوة إلى الإسلام» و«اتفاق الدعاة»، ومنها ما فيه نقد وإنذار كمقالات: «الأحاديث الدينية في الإذاعة» و«في نقد المناهج الدينية» و«وصية وإنذار»، ومنها مقالات يدافع فيها صاحبها عن الإسلام ويردّ على خصومه: «دعوهم وما يقولون» و«التقدمية والرجعية» و«كلمة في الاشتراكية»... وفي هذا الكتاب مقالات كانت جزءاً من المعارك التي خاضها علي الطنطاوي ضد خصوم الإسلام في وقت مبكر من حياته، كمقالتَي «تعليق مختصر على خبر» و«عدوان فظيع ودعوة صالحة».

## وصلات خارجية
- موقع علي الطنطاوي